# ラゴザント
ラゴザント（伊: Lagosanto）は、イタリア共和国エミリア＝ロマーニャ州フェラーラ県にある、人口約4,700人の基礎自治体（コムーネ）。

## 地理

### 位置・広がり

#### 隣接コムーネ
隣接するコムーネは以下の通り。
- コディゴーロ
- コマッキオ
- フィスカッリア
- オステッラート

### 気候分類・地震分類
ラゴザントにおけるイタリアの気候分類 (it) および度日は、zona E, 2268 GGである。
また、イタリアの地震リスク階級 (it) では、zona 3 (sismicità bassa) に分類される。

## 行政

### 分離集落
ラゴザントには、以下の分離集落（フラツィオーネ）がある。
- Marozzo, Boschetto, Vaccolino